# Шаховской, Александр Иванович
Князь Александр Иванович Шаховской (2 (14) июля 1822 года — 29 ноября (11 декабря) 1891 года) — генерал-лейтенант, участник Крымской войны, подавления национально-освободительных восстаний в Венгрии и Польше. Младший брат генерала от инфантерии Алексея Шаховского.

## Биография
Представитель младшей, четвёртой линии княжеского рода, родоначальником которой был князь Шаховской по прозвищу Шемяка. Сын генерала от инфантерии князя Ивана Леонтьевича Шаховского (1777—1860) от брака его с дочерью знаменитого библиофила Софьей Алексеевной Мусиной-Пушкиной (1790—1878). Получил домашнее образование.
Службу начал офицером 19 апреля 1842 года. С 28 января 1860 года — генерал-майор с зачислением в Свиту Его Величества. По протекции князя А. И. Барятинского был назначен начальником штаба артиллерии Кавказской армии, но по словам мемуариста В. А. Инсарского, не сумел справиться с этой должностью, так как был «самодуром, чрезвычайно самоуверенным и нисколько не способным к делу». После освобождения от этой должности состоял при Главном артиллерийском управлении.
С 27 марта 1866 года — генерал-лейтенант. В 1866 году был награждён майоратом в Царстве Польском с ежегодным доходом в 1500 рублей. В 1870-х годах — совещательный член артиллерийского комитета Главного артиллерийского управления, председательствующий вице-президент Санкт-Петербургского попечительского комитета о тюрьмах. По выходе в отставку состоял членом Императорского общества поощрения художеств. 
По отзывам современника:
Князь Шаховской вечно брюзжал, говорил всем неприятности, покупал редкие вещи и прекрасное вино и почему-то в обществе слыл добряком, которому всё прощалось.
По мнению графа С. Д. Шереметева, Шаховской был «великий остряк, добряк, делец, любитель искусств и гастроном, слесарь и столяр и сельский хозяин. Он был тяжеловат и глуховат». Последние годы он много болел и находился в параличе. Похоронен на Новодевичьем кладбище в Санкт-Петербурге в крипте Воскресенского собора.

## Семья

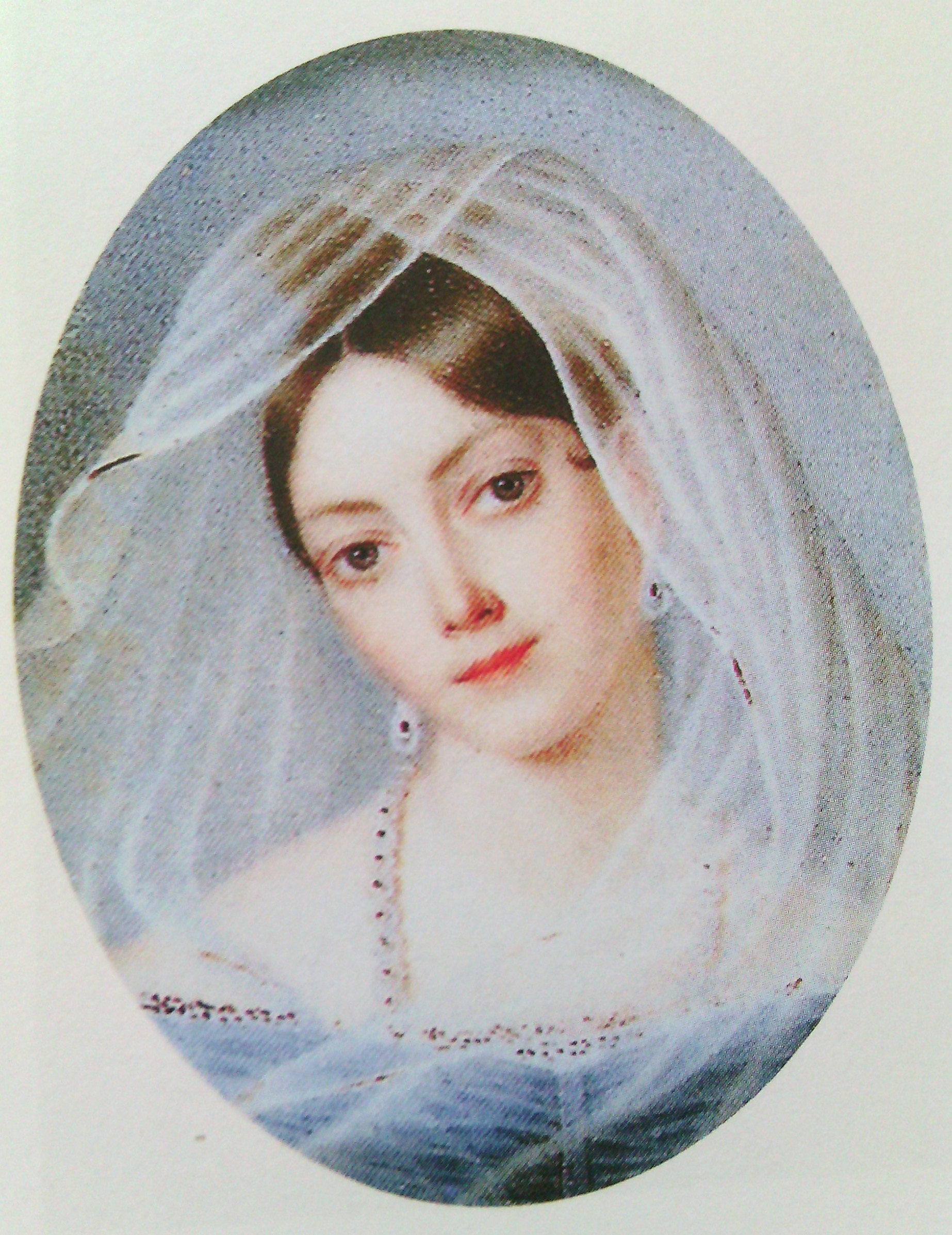
Анна Михайловна, жена

Первая жена (с 29 октября 1856 года) — графиня Анна Михайловна Виельгорская (1823—1861), младшая дочь графа Михаила Юрьевича Виельгорского от брака его с курляндской принцессой Луизой; фрейлина двора и подруга великой княжны Александры Николаевны. Унаследовала музыкальные способности отца, прекрасно музицировала и рисовала. По словам некоторых мемуаристов, в неё был влюблен Н. В. Гоголь и в 1850 году хотел на ней жениться, но Виельгорские не согласились на неравный брак дочери. Анной Михайловной был увлечен молодой граф Евграф Егорович Комаровский, «жизнь которого была искалечена неудачной любовью к ней». По настоянию отца, уже в довольно зрелом возрасте, она вышла замуж за Шаховского. Умерла через полгода после родов единственной дочери. Похоронена в Петербурге в Новодевичьем монастыре, под собором.
- Дочь — Мария Александровна (1861—1944), фрейлина, получила в 1875 году в наследство село Знаменское. В первом браке замужем за генерал-лейтенантом графом Ф. Э. Келлером (1850—1904); во втором — за Гансом фон Флотовым[нем.] (1862—1935), германским послом в Бельгии (1910—1912) и Италии (1913—1915).

Вторая жена (30 июля 1875 года) — Ольга Александровна Озерова (1848—1924), фрейлина двора, дочь дипломата Александра Петровича Озерова от брака его с Ольгой Егоровной Пашковой. После смерти мужа, в 1902 году приняла постриг под именем Софья и состояла игуменьей в Вировском монастыре, основала св. Богородицы Бахрушинскую обитель в Зарайске.

## Предки
- Орден Святого Владимира 4-й ст. с бантом (1849).
- Золотое оружие «За храбрость» (1854).
- Орден Святой Анны 2-й ст. (1854).
- Орден Святого Владимира 3-й ст. с мечами над орденом (1861).
- Орден Святого Станислава 1-й ст. с мечами (1863).
- Орден Святой Анны 1-й ст. (1873).

Иностранные:
- австрийский орден Леопольда (1850)
- прусский орден Святого Иоанна Иерусалимского (1850)
- австрийский орден Железной короны 2-й ст. (1853)